# Dioscore melanomma
Dioscore melanomma är en fjärilsart som beskrevs av W. Warren 1907. Dioscore melanomma ingår i släktet Dioscore och familjen mätare. Inga underarter finns listade i Catalogue of Life.